# Sato Hidetatsu
Hidetatsu Sato (sinh ngày 18 tháng 6 năm 1974) là một cầu thủ bóng đá người Nhật Bản.

## Sự nghiệp câu lạc bộ
Hidetatsu Sato đã từng chơi cho JEF United Ichihara.